# Pepe Hern

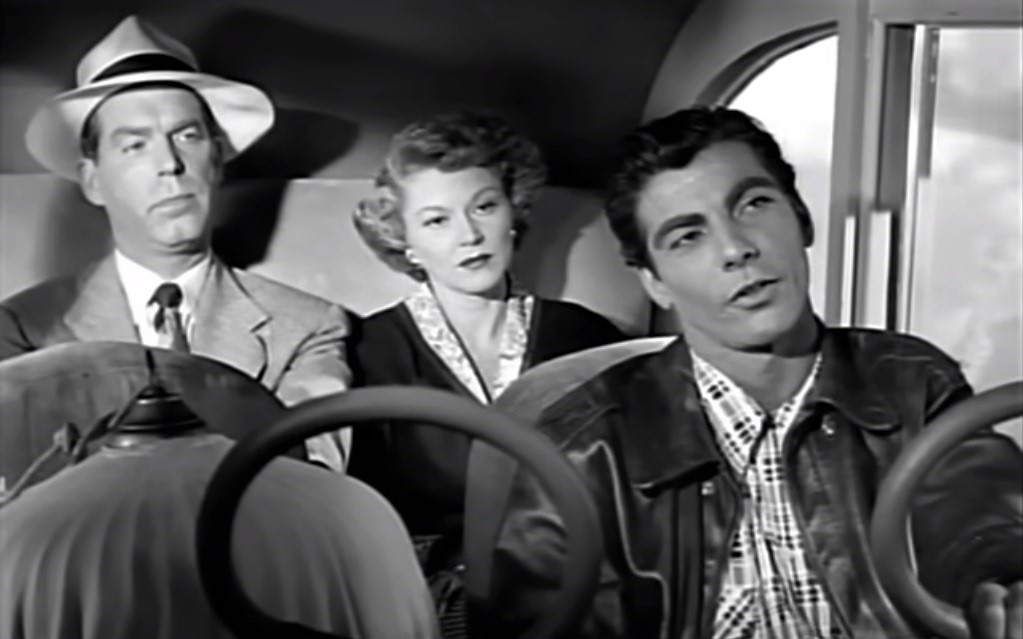
Fred MacMurray, Claire Trevor et Pepe Hern (de g. à d.), dans Borderline (1950)

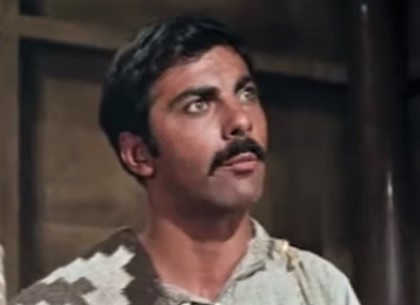
Dans Les Sept Mercenaires (1960)

Pepe Hern (nom de scène de José Hernández Bethancourt), né le 6 juin 1927 dans le New Jersey (lieu inconnu) et mort le 28 février 2009 à Los Angeles (Californie), est un acteur américain.

## Biographie
Au cinéma, Pepe Hern contribue à trente-quatre films américains (dont des westerns), depuis Bodyguard de Richard Fleischer (1948, avec Lawrence Tierney et Priscilla Lane) jusqu'à Papillon de Franklin J. Schaffner (1973, avec Steve McQueen et Dustin Hoffman). 
Entretemps, mentionnons Les Diables de l'Oklahoma de John H. Auer (1952, avec Barton MacLane et Ben Cooper), Ultime Sursis de William A. Seiter (1954, avec Dorothy McGuire et Stephen McNally), Les Sept Mercenaires (1960, avec Yul Brynner et Steve McQueen, où il personnifie un des trois villageois recruteurs des mercenaires) et Joe Kidd (1972, avec Clint Eastwood et Robert Duvall), ces deux derniers réalisés par John Sturges.
À la télévision américaine, il apparaît dans quarante-huit séries (notamment de western), depuis Hopalong Cassidy (en) (un épisode, 1952) jusqu'à Arabesque (un épisode, 1985). Dans l'intervalle, citons Zorro (deux épisodes, 1957), La Grande Vallée (trois épisodes, 1965-1966) et Drôles de dames (un épisode, 1979).
S'ajoutent deux téléfilms, L'Homme en fuite de Don Siegel (1967, avec Henry Fonda et Anne Baxter) et Calibre 38 de John Badham (1974, avec Stephen Elliott et David Huffman).
Pepe Hern meurt en 2009, à 81 ans.

## Filmographie partielle

### Cinéma
- 1948 : Bodyguard de Richard Fleischer : Pachuco
- 1949 : Les Ruelles du malheur (Knock on Any Door) de Nicholas Ray : Juan Rodriguez
- 1949 : Graine de faubourg (City Across the River) de Maxwell Shane : Pete
- 1950 : La Capture (The Capture) de John Sturges : un policier
- 1950 : Cas de conscience (Crisis) de Richard Brooks : un étudiant
- 1950 : Les Furies (The Furies) d'Anthony Mann : Feliz Herrera
- 1950 : Poison blanc (Borderline) de William A. Seiter : Pablo
- 1951 : Espionne de mon cœur (My Favorite Spy) de Norman Z. McLeod : un groom
- 1952 : Les clairons sonnent la charge (Bugles in the Afternoon) de Roy Rowland : un éclaireur
- 1952 : Les Diables de l'Oklahoma (Thunderbirds) de John H. Auer : le soldat Jim Lastchance
- 1953 : Les Révoltés de la Claire-Louise (Appointment in Honduras) de Jacques Tourneur : un autochtone
- 1953 : L'Équipée sauvage (The Wild One) de László Benedek : un membre de la bande à Chino
- 1954 : Ultime Sursis (Make Haste to Live) de William A. Seiter : Rudolfo Gonzáles
- 1955 : Les Îles de l'enfer (Hell's Island) de Phil Karlson : Lalo
- 1956 : Jaguar de George Blair
- 1956 : Quand le clairon sonnera (The Last Command) de Frank Lloyd : le fils de Seguin
- 1956 : Les Échappés du néant (Back from Eternity) de John Farrow : un employé
- 1956 : Santiago de Gordon Douglas : un dragon espagnol
- 1957 : Les Frères Rico (The Brothers Rico) de Phil Karlson : un cadre de la banque
- 1960 : Les Sept Mercenaires (The Magnificent Seven) de John Sturges : Tomas
- 1961 : Été et Fumées (Summer and Smoke) de Peter Glenville : Nico
- 1962 : Lutte sans merci (18 West Street) de Philip Leacock : Manuel
- 1968 : Police sur la ville (Madigan) de Don Siegel : un étranger
- 1969 : L'habit ne fait pas la femme ou Les Anges du faubourg (Change of Habit) de William A. Graham : un homme sur la place 93
- 1970 : Escapade à New York (The Out-of-Towners) d'Arthur Hiller : un gangster
- 1972 : Joe Kidd de John Sturges : le prêtre
- 1973 : Papillon de Franklin J. Schaffner : Francisco

### Télévision

#### Séries
- 1955 : The Man Behind the Badge (en), saison 2, épisode 8 The Case of the Priceless Passport : Pedro
- 1956 : Cheyenne, saison 1, épisode 12 Fury at Rio Hondo de Leslie H. Martinson : Ricardo
- 1956-1958 : La Flèche brisée (Broken Arrow)
  - Saison 1, épisode 5 Passage Deferred (1956) de John English : Tokumo
  - Saison 2, épisode 21 Escape (1958) de William Beaudine : Ruklai
- 1957 : Zorro, saison 1, épisode 7 Monastario tend un piège (Monastario Sets a Trap) de Lewis R. Foster et épisode 10 Garcia en mission secrète (Garcia's Secret Mission) de Norman Foster : Caporal Sanchez
- 1959 : Sugarfoot, saison 3, épisode 6 Outlaw Island de Reginald Le Borg : Emilio
- 1959 : Rawhide, saison 2, épisode 12 La Trahison (Incident at Spanish Rock) d'Harmon Jones : Frank Volero
- 1961-1962 : L'Homme à la carabine (The Rifleman)
  - Saison 4, épisode 1 The Vaqueros (1961) de Joseph H. Lewis : Lazaro
  - Saison 5, épisodes 1 et 2 Waste, Parts I & II de Joseph H. Lewis : Sleeper
- 1962 : Thriller, saison 2, épisode 25 The Bride Who Died Twice d'Ida Lupino : Lieutenant Contreras
- 1963 : Dobie Gillis (The Many Loves of Dobiee Gillis), saison 4, épisode 27 The General Cried at Dawn : Hernandez
- 1963 : Le Fugitif (The Fugitive), saison 1, épisode 7 Smoke Screen : Cardinez
- 1963 : Gunsmoke ou Police des plaines (Gunsmoke ou Marshal Dillon), saison 9, épisodes 10 et 11 Extradition, Parts I & II de John English : Miguel
- 1964-1970 : Bonanza
  - Saison 5, épisode 29 Les Companeros (The Companeros, 1964) de William F. Claxton : Alphonso Maximo
  - Saison 12, épisode 10 Le Témoin (El Jefe, 1970) de William F. Claxton : Rojas
- 1965-1966 : La Grande Vallée (The Big Valley)
  - Saison 1, épisode 11 La Prairie maudite (The Way to Kill a Killer, 1965 : un vaquero) de Joseph M. Newman et épisode 22 L'Orangeraie (The Death Merchant, 1966 : Pedro) de Virgil W. Vogel
  - Saison 2, épisode 2 Le Légendaire Général Ruiz, 1re partie (Legend of a General, Part I, 1966) de Virgil W. Vogel : Carlos
- 1966 : Les Espions (I Spy), saison 1, épisode 19 Cuisine à la turque (Turkish Delight) de Paul Wendkos : un serviteur
- 1966 : Match contre la vie (Run for Your Life), saison 2, épisode 6 The Sex Object de Leo Penn : un employé
- 1967-1968 : Le Grand Chaparral (The High Chaparral)
  - Saison 1, épisode 14 Le Marshal (Mark of the Turtle, 1967) de William F. Claxton : Teofilo
  - Saison 2, épisode 5 Les Dernières Cartouches (The Covey, 1968) de William F. Claxton : un homme de main
- 1969 : Cher oncle Bill (Family Affair), saison 3, épisode 14 To Love with Buffy de Charles Barton : un serveur
- 1969 : La Nouvelle Équipe (The Mod Squad), saison 2, épisode 11 The Healer d'Earl Bellamy : Amoroso
- 1972 : Les Rues de San Francisco (The Streets of San Francisco), saison 1, épisode 6 Le Couloir des miroirs (Hall of Mirrors) : M. Gomez
- 1973 : Docteur Marcus Welby (Marcus Welby, M.D.), saison 5, épisode 12 A Cry in the Night de Philip Leacock : le maître-d'hôtel
- 1974 : Auto-patrouille (Adam-12), saison 6, épisode 18 Krash : Jesse Rodriguez
- 1977 : Lou Grant, saison 1, épisode 2 Hostages de Charles S. Dubin : Navarro
- 1977 : Super Jaimie (The Bionic Woman), saison 3, épisode 8 Lavage de cerveau (Brain Wash) : Pinedo
- 1979 : Drôles de dames (Charlie's Angels), saison 4, épisode 13 Une croisière en or (Cruising Angels) de George McCowan : Gomez
- 1980 : Quincy (Quincy, M.E.), saison 6, épisode 5 The Hope of Elkwood de Richard Benedict : Juge Julio Aguilar
- 1981 : Simon et Simon (Simon & Simon), saison 1, épisode 5 Un zoo en péril (The Least Dangerous Game) : Leon Mendoza
- 1985 : Capitaine Furillo (Hill Street Blues), saison 5, épisode 12 Chères ordures (Intestinal Fortitude) : le deuxième commerçant
- 1985 : Arabesque (Murder, She Wrote), saison 1, épisode 15 Dessine-moi un assassion (Paint Me a Murder) de John Llewellyn Moxey : Antonio

#### Téléfilms
- 1967 : L'Homme en fuite (Stranger in the Run) de Don Siegel : Manolo
- 1974 : Calibre 38 de John Badham : le vendeur de voitures